# Баджамонте Тиеполо
Баджамонте Тиеполо (на италиански: Bajamonte Tiepolo) (†1328) е внук на венецианския дож Лоренцо Тиеполо и правнук на дожа Джакопо Тиеполо.
През юни 1310 г. той застава начело на бунт срещу управлението на Република Венеция като по план трябва да убие дожа Пиетро Градениго. Заговорът е предвидено да избухне на 15 юни 1310 г. като се очаквала помощ от Падуа, но дожът се оказва предупреден. Завързва се сражение на площада Сан Марко, но заговорниците са разбити. Намерил убежище в своя палат, Тиеполо се предава срещу обещанието да бъде запазен животът му. Той е пратен на заточение в Хърватия, където и умира около 1328 г.